# 電子注入增強柵晶體管
電子注入增強柵晶體管（Injection enhanced gate transistor），簡稱IEGT，是一种结合了GTO和IGBT元件優點的電子半導體器件，具有功率大、體積小、效率高、耐壓值高、節能性高等特性。
IEGT最先由日本東芝於1993年所研發，並以注入式增強結構（Injection Enhanced，簡稱IE）技術，取得IEGT器件開發與生產專利，也使得東芝成為IEGT器件的主要生產與供應商。

## 相關應用
- 整流器
- 變壓器
- 風力發電機組
- 軌道運輸系統(例如：日本東急5080、6000系電車、新幹線N700S系高速列車、和諧3型電力機車、和諧3D型電力機車、和諧3G型電力機車等)

## 外部連結
- IEGT (PPI & PMI） | 東芝半導體&儲存產品
- 【東芝IEGT】東急5080系5181・5183・5186F走行音
- 【東芝IEGT】東急6000系新デハ6300形(7連化増結車)走行音